# Australische Badminton-Juniorenmeisterschaft
Australische Badminton-Juniorenmeisterschaften waren in den Anfangsjahren des Badmintonsports in Australien mit den Herrendisziplinen Teil der Erwachsenentitelkämpfe, weitere Disziplinen folgten im Laufe der Zeit. Später wurden eigene Veranstaltungen für Junioren eingeführt. In den ersten Jahrzehnten waren Sportler der Altersklasse U18 startberechtigt. In der Saison 1997/1998 wurde die Altersgrenze um ein Jahr angehoben. Im Laufe der Zeit wurden Meisterschaften für weitere Altersklassen hinzugefügt (U13, U15, U17). Oft waren auch Gäste aus dem Neuseeland am Start. So gingen zum Beispiel 1988 alle Titel ins Nachbarland.

## Die Junioren-Titelträger
| Saison    | Herreneinzel         | Dameneinzel        | Herrendoppel                                   | Damendoppel                          | Mixed                           |
| --------- | -------------------- | ------------------ | ---------------------------------------------- | ------------------------------------ | ------------------------------- |
| 1971      | Paul Tyrrell         | C. Ballagh         | M. Weatherston P. Ellis                        | H. Lennan R. Templeton               | Paul Tyrrell C. Ballagh         |
| 1972 1973 | keine Daten          | keine Daten        | keine Daten                                    | keine Daten                          | keine Daten                     |
| 1974      | L. Wiseman           | Sue Oates          | David Charlesworth Nigel Skelt                 | Jan Irwin Sue Oates                  | Nigel Skelt Alison Gow          |
| 1975      | G. Garwood           | Susan Daly         | G. Garwood Mark Harry                          | Audrey Swaby Susan Daly              | Paul Kong Audrey Swaby          |
| 1976      | Michael Scandolera   | Susan Daly         | Paul Kong M. Sparkes                           | Audrey Swaby Susan Daly              | Paul Kong Audrey Swaby          |
| 1977 1980 | keine Daten          | keine Daten        | keine Daten                                    | keine Daten                          | keine Daten                     |
| 1981      | Darren McDonald      |                    | Darren McDonald                                |                                      | Darren McDonald                 |
| 1982 1987 | keine Daten          | keine Daten        | keine Daten                                    | keine Daten                          | keine Daten                     |
| 1988      | Nick Hall            | Rhona Robertson    | Nick Hall D. Galy                              | Rhona Robertson N. Sue               | Dean Galt Rhona Robertson       |
| 1989      | keine Daten          | keine Daten        | keine Daten                                    | keine Daten                          | keine Daten                     |
| 1990      | Andrew Connolly      | Danielle Hendricks | Andrew Connolly D. Clark                       | Danielle Hendricks Melanie Hendricks | Andrew Connolly Robyn O’Neill   |
| 1991      | Craig Booley         | Robyn O’Neill      | Craig Booley Jason O’Neill                     | F. Gay Samantha Longley              | Craig Booley Robyn O’Neill      |
| 1992      | Paul Staight         | Nikki Harwood      | Jason McIntosh Paul Staight                    | Nikki Harwood Tara Stone             | Jason McIntosh Michelle Bamford |
| 1993      | keine Daten          | keine Daten        | keine Daten                                    | keine Daten                          | keine Daten                     |
| 1994      | David Bamford        | Rayoni Head        | Ben McCarthy John Devers                       | Kerrie Gray Alicia Taylor            | Travis Denney Tenille Denney    |
| 1995 2004 | keine Daten          | keine Daten        | keine Daten                                    | keine Daten                          | keine Daten                     |
| 2005      | Chance Cheng         | Erica Pong         | Chance Cheng Henry Tam                         | Eugenia Tanaka Shan Lim              | Jeff Tho Ann-Louise Slee        |
| 2006      | Jeff Tho             | Erica Pong         | Tho/Tanaka oder Zou/Bok                        | Ann-Louise Slee Leanne Choo          | Minturn/Rodgers oder Lim/Lim    |
| 2007      | Chen Guo Rui         | Leanne Choo        | Chen Guo Rui Eugene Sng Jing Feng              | Hikari Yoshida Leanne Choo           | Kenny Ng Leanne Choo            |
| 2008      | Boris Ma             | Leanne Choo        | Elliott Clutterbuck Jonathon So                | Louisa Ma Leanne Choo                | Samuel Ho Leanne Choo           |
| 2009      | Ashwant Gobinathan   | Victoria Na        | Luke Charlesworth Brock Matheson               | Verdet Kessler Leanne Choo           | Boris Ma Victoria Na            |
| 2010      | keine Daten          | keine Daten        | keine Daten                                    | keine Daten                          | keine Daten                     |
| 2011      | Eddie Hung           | Wendy Chen         | Eddie Hung Bryan Tang                          | Jacqueline Guan Gronya Somerville    | Eddie Hung Tara Pilven          |
| 2012      | David Ngiam          | Buddhima Fernando  | David Ngiam Cham Chen                          | Jacqueline Guan Gronya Somerville    | Athi Selladurai Jacqueline Guan |
| 2013      | Anthony Joe          | Alice Wu           | Athi Selladurai Eric Vuong                     | Joy Lai Grace Ngiam                  | Austin Yu Tiffany Ho            |
| 2014      | Daniel Guda          | Joy Lai            | Anthony Joe Simon Leung                        | Joy Lai Grace Ngiam                  | Daniel Guda Alice Wu            |
| 2015      | Keith Edison         | Joy Lai            | William Liang Austin Yu                        | Joy Lai Grace Ngiam                  | Justin Lee Joy Lai              |
| 2016      | Ying Lin             | Joy Lai            | Ying Lin Teoh Kai Chen                         | Joy Lai Tiffany Ho                   | Justin Lee Joy Lai              |
| 2017      | Keith Edison         | Lauren Lim         | Ying Lin Teoh Kai Chen                         | Maggie Chan Victoria He              | Ying Lin Victoria He            |
| 2018      | Peter Yan            | Zecily Fung        | Peter Yan Teoh Kai Chen                        | Maggie Chan Jodee Vega               | Peter Yan Maggie Chan           |
| 2019      | Rio Agustino         | Angela Yu          | Kayson Goh Jack Yu                             | Angela Yu Angie Liu                  | Jack Yu Angela Yu               |
| 2020 2021 | nicht ausgetragen    | nicht ausgetragen  | nicht ausgetragen                              | nicht ausgetragen                    | nicht ausgetragen               |
| 2022      | Kayson Goh           | Sydney Go          | Otto Zhao Ricky Tang                           | Dania Nugroho Catrina Tan            | Otto Zhao Yuelin Zhang          |
| 2023      | Asher Ooi            | Isabella Yan       | Jordan Yang Frederick Zhao                     | Dania Nugroho Catrina Tan            | Jordan Yang Sydney Tjonadi      |
| 2024      | Emmanuel Stephen Sam | Sydney Tjonadi     | Shrey Dhand Jayden Lim                         | Jazmine Lam Bethany Li               | Jayden Lim Victoria Tjonadi     |
| 2025      | Shrey Dhand          | Jesslyn Carrisia   | Phillip Alexander Halim Landon Hosea Kurniawan | Mimi Ngo Maureen Clarissa Wijaya     | Jayden Lim Victoria Tjonadi     |